# Kirche Helbigsdorf

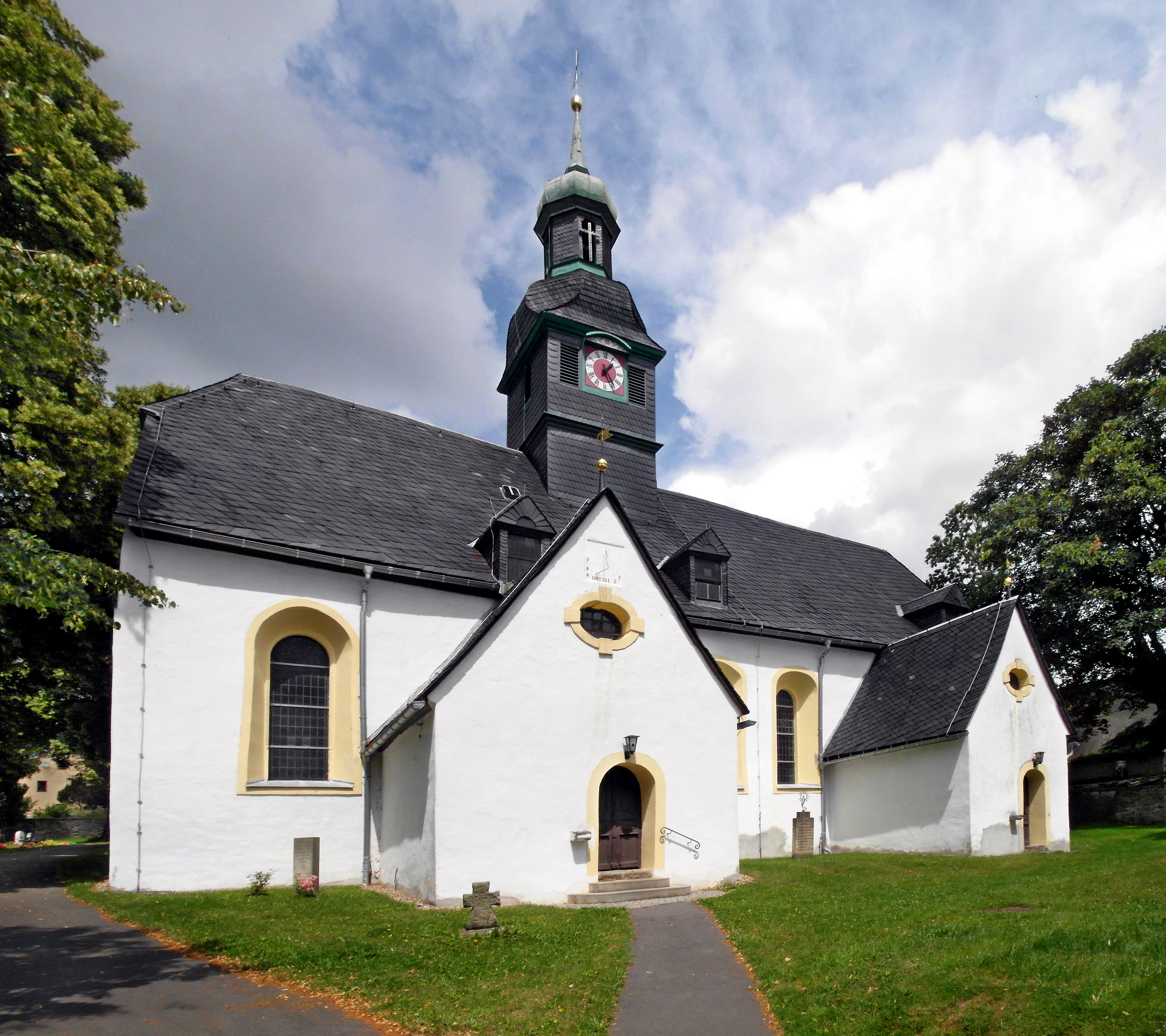
Kirche Helbigsdorf von Süden

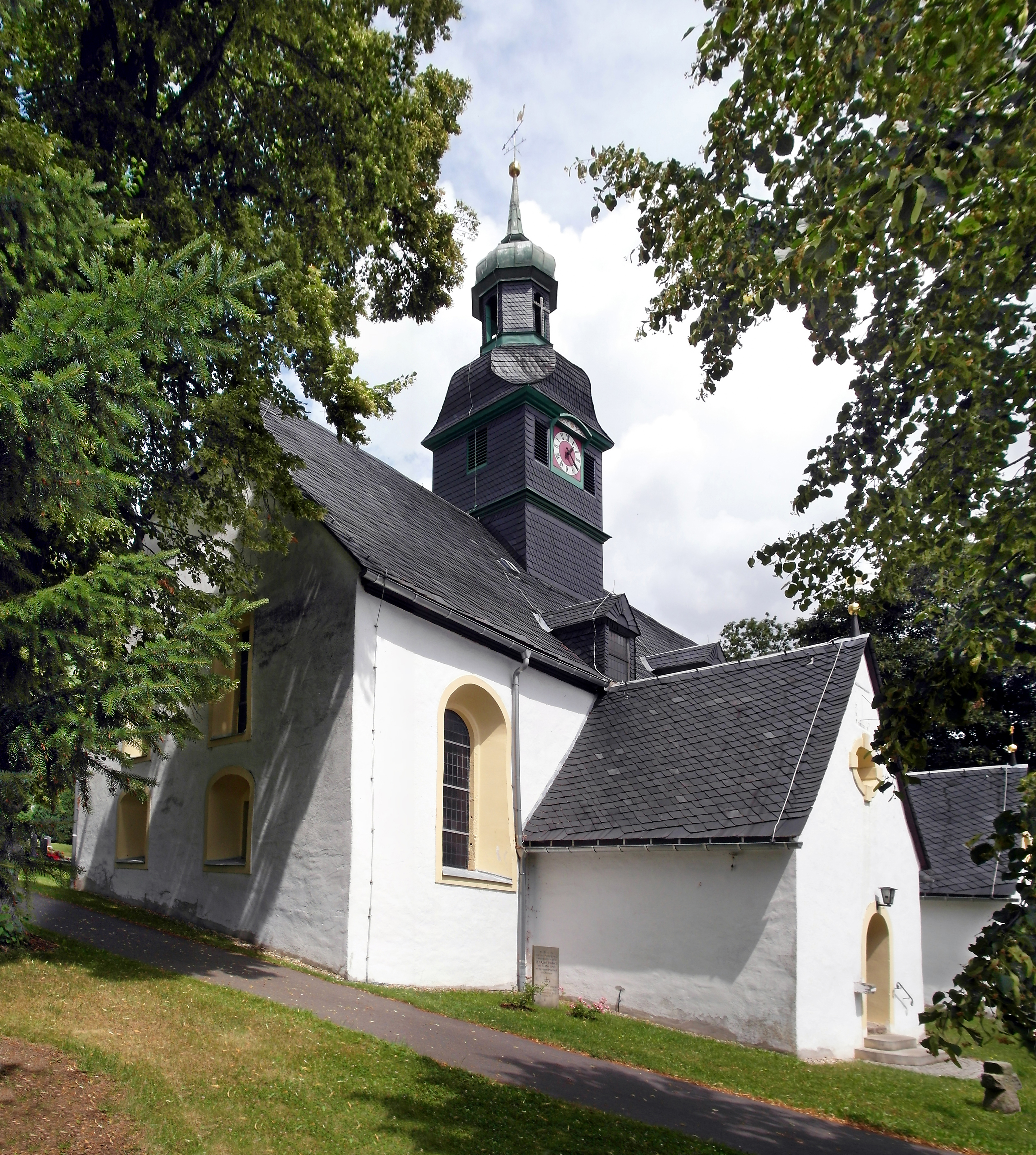
Kirche von Südwesten

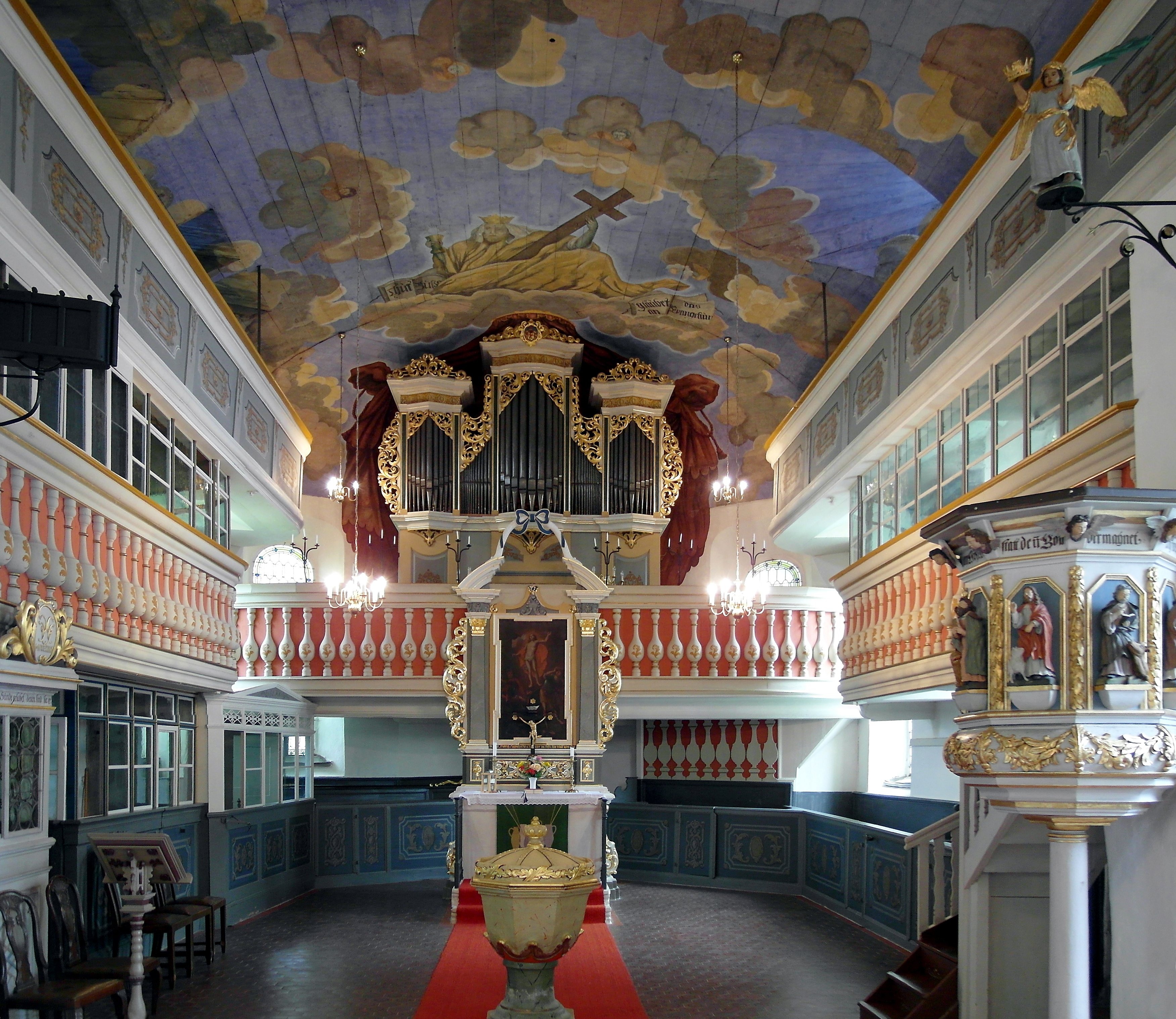
Innenraum mit Blick nach Osten

Die evangelisch-lutherische Kirche Helbigsdorf in der sächsischen Gemeinde Mulda im Landkreis Mittelsachsen wurde als spätgotische Saalkirche errichtet. Im Jahr 1727 hat sie nach einem Erweiterungsumbau ihre heute maßgebliche Gestalt erhalten. Bekannt ist sie durch ihre original erhaltene Orgel von Gottfried Silbermann, die im Jahr 1728 fertiggestellt wurde.

## Geschichte
Im 14. oder 15. Jahrhundert wurde in Helbigsdorf eine Kapelle errichtet, die Filiale von Großhartmannsdorf war. Mit Einführung der Reformation wechselte die Kirchengemeinde im Jahr 1539 zum evangelischen Bekenntnis. Seitdem gehört sie zur Superintendentur Freiberg. Die Kirchenbücher sind seit 1546 erhalten. Im Jahr 1576 wurde die Kirche in östlicher Richtung um sechs Ellen verlängert. 1652 wurde ein Glockengeläut vom Leipziger Glockengießer Peter Stengel gegossen.
Das Patronatsrecht übten die Herren von Schönberg aus. Der Berghauptmann Caspar von Schönberg erhob die Helbigsdorfer Kirche im Jahr 1666 zur selbständigen Parochie. Zusammen mit der Kirchengemeinde übernahm er für die Auspfarrung die Kosten von 800 Gulden. Als erster Pfarrer wirkte Gabriel Clausnitzer von 1666 bis 1693. Zur Parochie gehören noch Randeck und Obermüdisdorf. Nach einem Entwurf des Architekten Elias Lindner wurde die Kirche 1726/1727 im Ostteil um sieben Ellen erweitert, wodurch ein neuer Chorraum entstand. In diesem Zuge erhielt die Kirche eine neue Innenausstattung.
Im Jahr 1824 wurde der Dachreiter erneuert, 1863 und 1869 das Kirchendach verschiefert. 1865 erhielt die Kirche einen Blitzableiter. Als 1876 die große Glocke gesprungen war, schaffte sich die Gemeinde für 1857,50 Mark ein neues Dreiergeläut aus der Dresdner Gießerei J. W. Große an. Im Jahr 1909 und von 1988 bis 1991 erfolgten grundlegende Restaurierungen der Kirche.

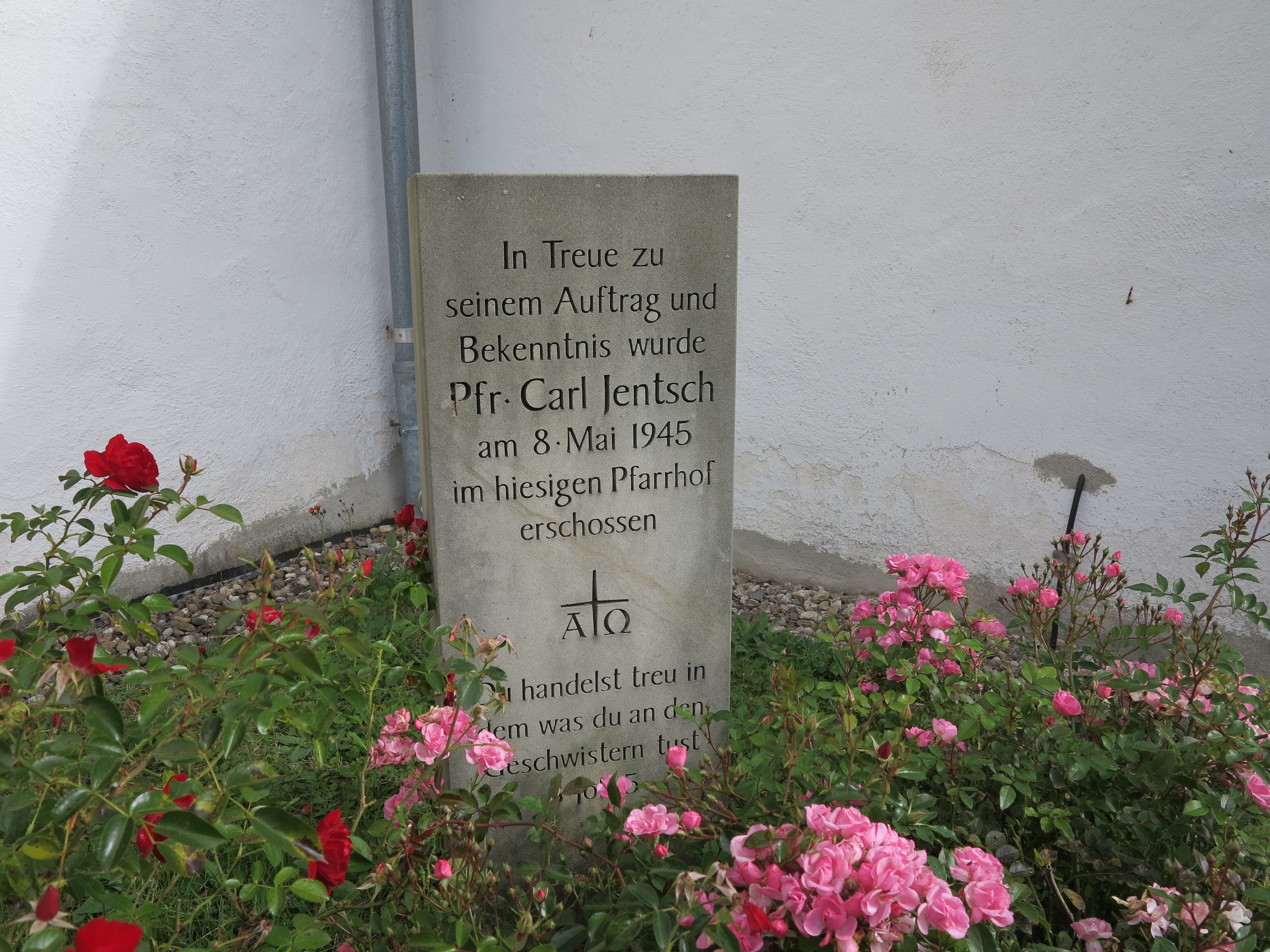
Grabstein für Pfr. Carl Fürchtegott Jentsch, unweit des Haupteingangs zur Kirche

Der Gemeindepfarrer Carl Fürchtegott Jentsch (* 9. Februar 1899 Kamenz, † 8. Mai 1945 Helbigsdorf) wurde am Tag der Kapitulation Deutschlands von einem plündernden und vergewaltigenden Sowjetsoldaten im Pfarrhof erschossen. Der Grabstein, aufgestellt am Himmelfahrtstag 2005, zitiert das Bibelwort: „Du handelst treu in dem, was du an den Geschwistern tust“. 3. Joh. 5.

## Architektur
Das geostete, langgestreckte Kirchengebäude aus weiß verputztem Bruchsteinmauerwerk liegt inmitten eines ummauerten Friedhofs. Die Saalkirche hat einen östlichen 3/8-Chorabschluss in Breite des Schiffs. An der Südseite sind zwei Querbauten mit Satteldach angebaut, deren Dachfirste mit der Traufe des Langschiffes abschließen. Im Giebeldreieck der Zwerchgiebel ist je ein Ochsenauge eingelassen. Der Anbau an der Nordseite, der als Sakristei dient, hat ein tief abgeschlepptes Dach und kleine Rechteckfenster. Auf dem Schopfwalmdach des Kirchenschiffs sind ein Dachreiter und Gauben angebracht. Der quaderförmige Schaft des Dachreiters weist ein Teilungsgesims auf und wird von einer zweigeschossigen, geschweiften Haube mit Laterne bekrönt. Unter dem vergoldeten Wetterhahn sind ein Kreuz mit den Himmelsrichtungen und ein vergoldeter Turmknauf angebracht. Erschlossen wird das Gotteshaus durch ein rundbogiges Portal im westlichen Südanbau. Fünf hohe Korbbogenfenster an der Südseite, drei an der Nordseite und drei im Ostchor belichten den Innenraum. Zudem ist an der westlichen Nordseite ein kleines rechteckiges Fenster eingelassen.

## Ausstattung

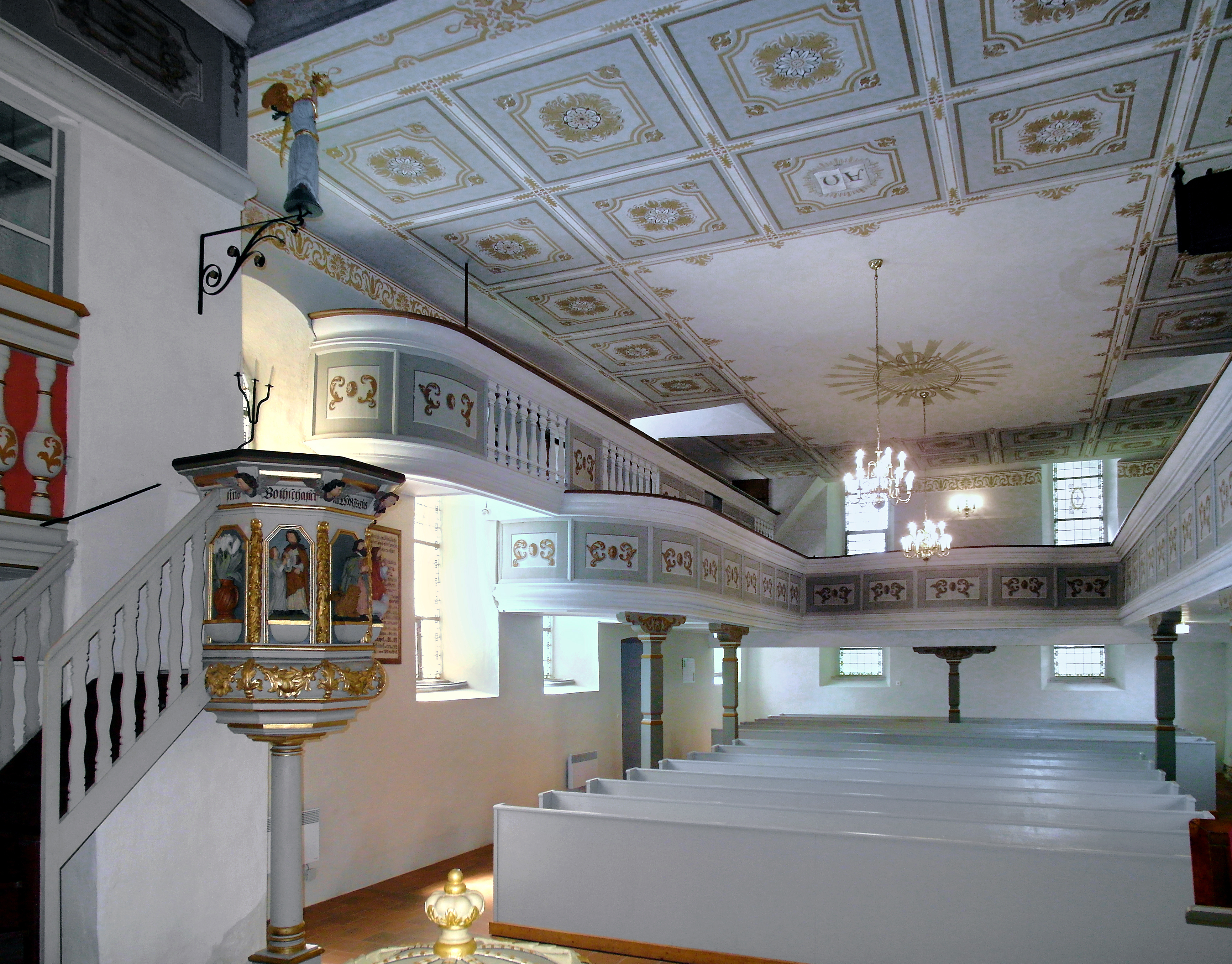
Innenraum Richtung Westen

Die Innenausstattung geht auf das Barock zurück. Der Innenraum wird im Westteil von einer mit Ornamenten bemalten Decke und im Chor von einer Holztonne abgeschlossen, die im Jahr 1748 bemalt wurde. Sie zeigt Christus in einer Wolke zwischen Engeln mit Himmelskrone, Kelch und einer Hostie. Christus hat den Tod, symbolisiert durch das Kreuz, besiegt und die Krone des Lebens bekommen. Kelch und Oblate laden zum Abendmahl ein. Das Abendmahl steht für die Bitte im Vaterunser: Vergib uns unsere Schuld, wie wir vergeben unseren Schuldigern.
Die Decke wurde von Johann Friedrich Claußnitzer, einem Nachfahren des Helbigsdorfer Pfarrers Gabriel Claußnitzer, und seiner Frau gestiftet. Claußnitzer stiftete auch den barocken Altar von 1736. Er besteht aus der steinernen Altarmensa und dem hölzernen Altaraufbau, der mit Rocaillen verziert ist und über der Predella zwischen zwei Pilastern die Auferstehung Christi zeigt. Den Abschluss bildet ein weißer, gesprengter Giebel, dessen beide Teile durch einen hohen Bogen mit blauer Schleife verbunden werden. Auf der Mensa steht ein hölzernes Kruzifix. Hinter dem Altar befindet sich der Grabstein aus Sandstein mit Vergoldungen im Stil des Rokoko für den Erbgerichtsbesitzer Johann Friedrich Clausnitzer aus dem Jahr 1747.
Im Gotteshaus ist eine dreiseitig umlaufende Empore eingebaut. Die Nord- und Südseite sind zweigeschossig, die Westempore dient als Aufstellungsort für die Orgel. Im Chorbereich sind die unteren Emporen als Balustraden gestaltet. Die Nordempore ruht auf viereckigen Holzpfosten und ist im westlichen Schiff kassettiert. Verschiedene Patronatslogen im Chorbereich sind verglast und wurden früher vermietet. An der Nordseite befindet sich ein Betstübchen, das mit 1728 bezeichnet ist. Ein Gemälde zeigt Pfarrer Bartholomäus Hübler, der von 1567 bis 1602 in Helbigsdorf wirkte.
Die polygonale hölzerne Kanzel des 17. Jahrhunderts ist reich mit Schnitzereien verziert und farbig gefasst. Das Unterteil mit vergoldeten Akanthusblättern ruht auf einer Säule. Vergoldete Girlanden gliedern die Kanzelfelder, in denen die Holzfiguren der vier Evangelisten auf Konsolen stehen, im mittleren Feld Christus als Guter Hirte. Über den Figuren sind geflügelte Cherubenköpfe angebracht. Statt eines sonst üblichen Schalldeckels hängt oberhalb der Kanzel ein Engel. Der Engel ist die Illustration zu Off. 2,10: „Sei getreu bis in den Tod, so will ich dir die Krone des Lebens geben.“ Er hält die Krone des Lebens. Der Palmenzweig symbolisiert den Frieden, den wir bei Gott finden und für den wir auf Erden wirken sollen. „Getreu“ hängt mit dem Wort „trösten“ zusammen. D.h. wir sollen trösten, wo etwas nicht zu ändern ist und ändern, was zum Bessern geändert werden kann.
Die achtseitige, pokalförmige Taufe aus Sandstein wurde ebenfalls im 17. Jahrhundert gefertigt, ist aber schlichter ausgeführt. Das hölzerne Lesepult geht wahrscheinlich auf das 18. Jahrhundert zurück.
Die Turmuhr stammt aus dem Jahr 1580. Im Jahr 1895 ist eine Reparatur nachgewiesen, bei der das Zifferblatt und die Zeiger erneuert wurden. Bis zum Jahr 2008 wurde die Uhr täglich von Hand aufgezogen.
Zu den Vasa sacra gehört ein silbervergoldeter Kelch von 18 cm Höhe aus dem Ende des 15. Jahrhunderts. Den Fuß bildet ein Sechspass. Die Roteln des Knaufes tragen die Inschrift  „ave maria“ und darunter „ostern“ in gotischen Minuskeln. Ein zweiter Kelch von 23,5 cm Höhe datiert von 1700. Eine Taufschale samt Kanne wurden 1893 gestiftet. Die beiden Kronleuchter datieren von 1868 und 1889.

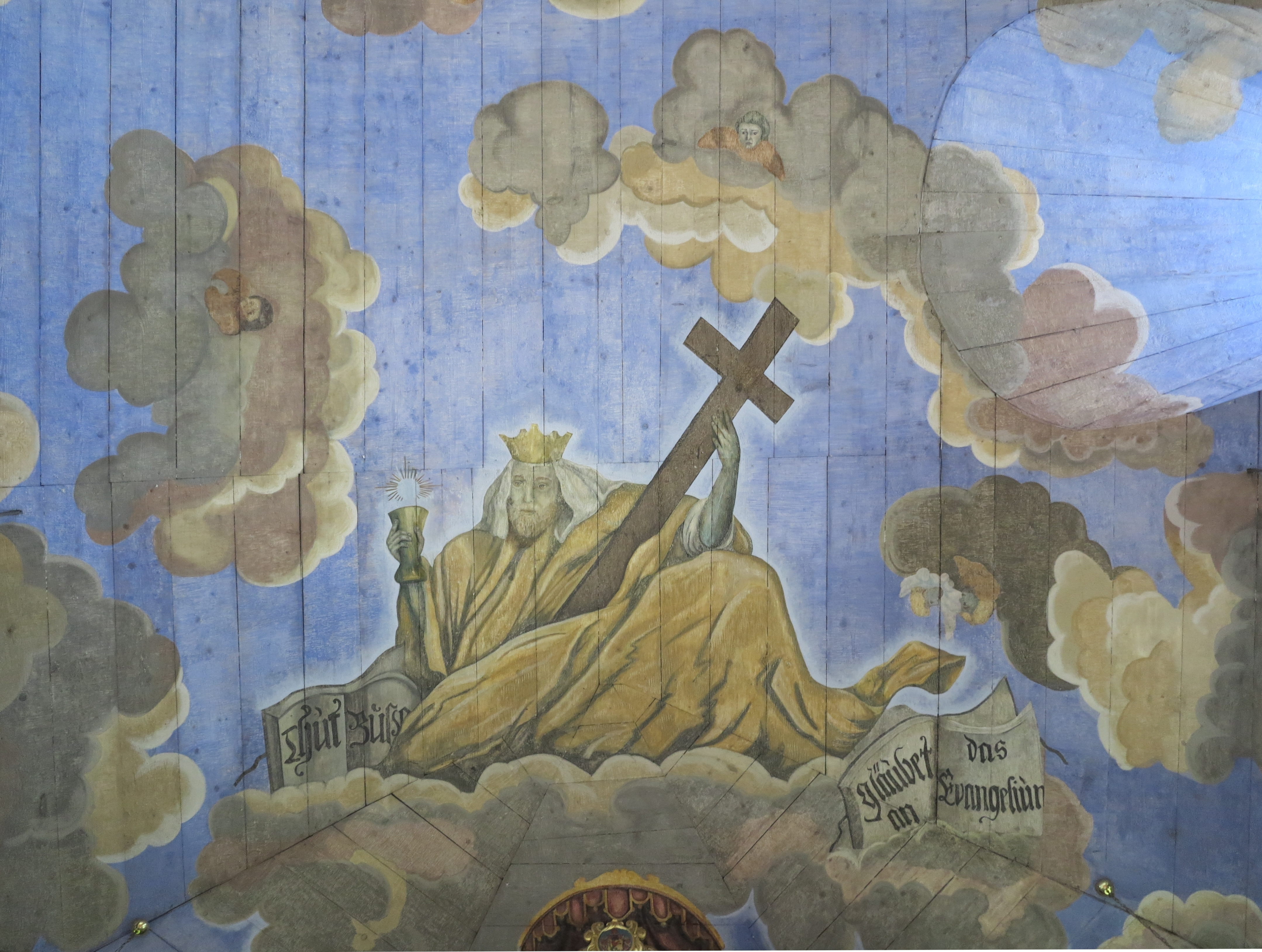
Deckenmalerei mit Christus, der zum Abendmahl, zur neuen Gemeinschaft einlädt
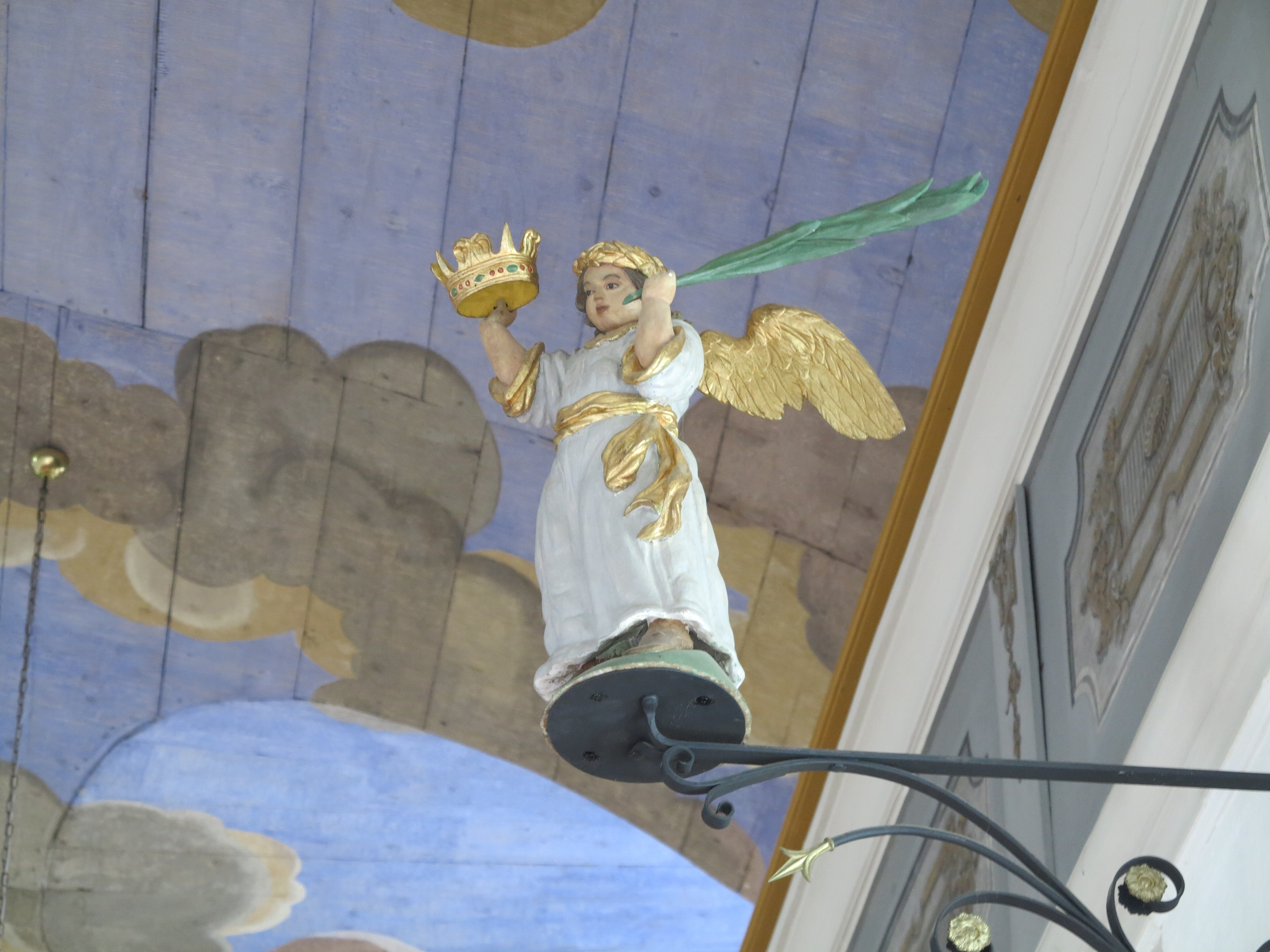
Engel mit Krone und Palmzweig über der Kanzel
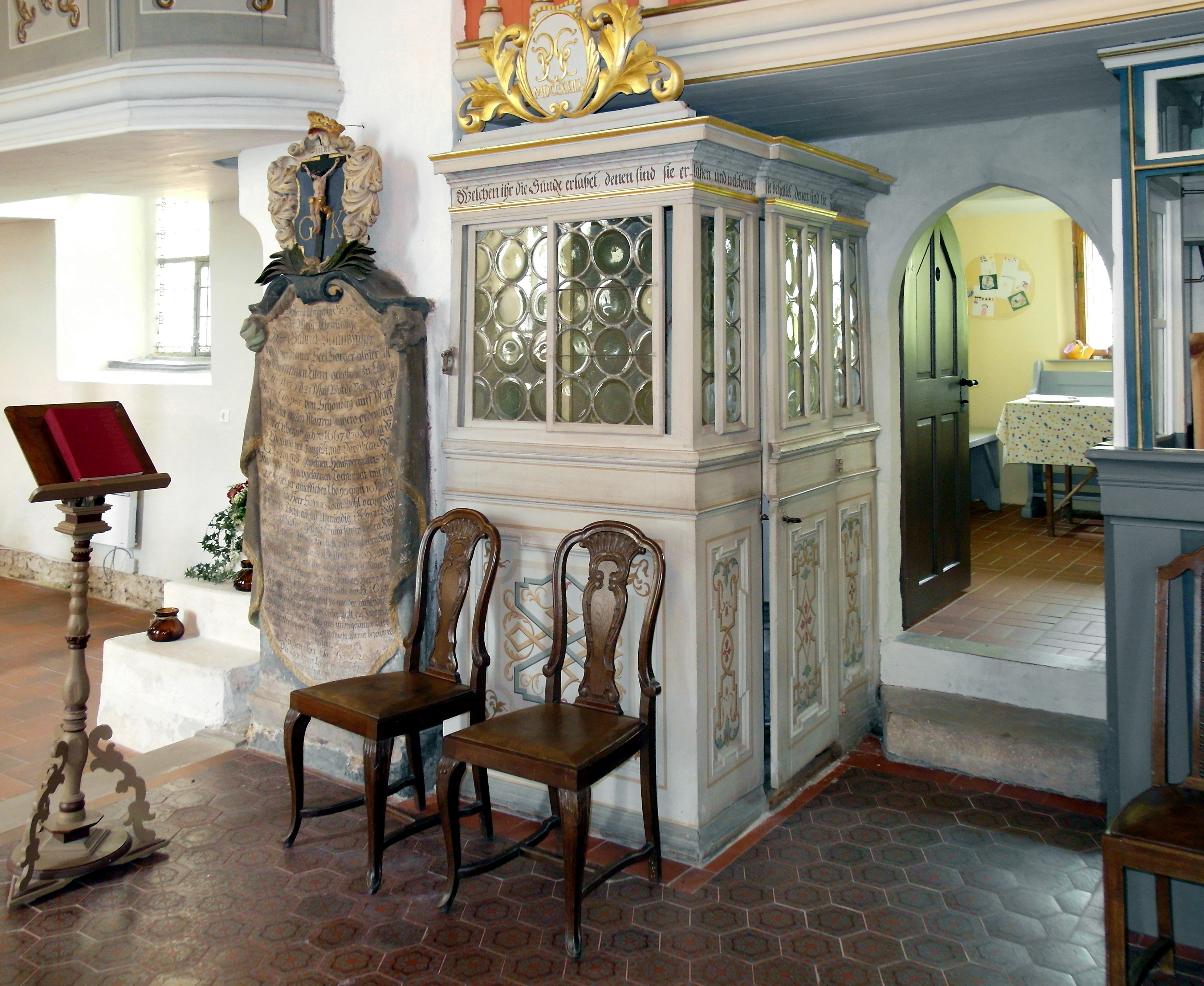
Evangelischer Beichtstuhl von 1728

## Orgel

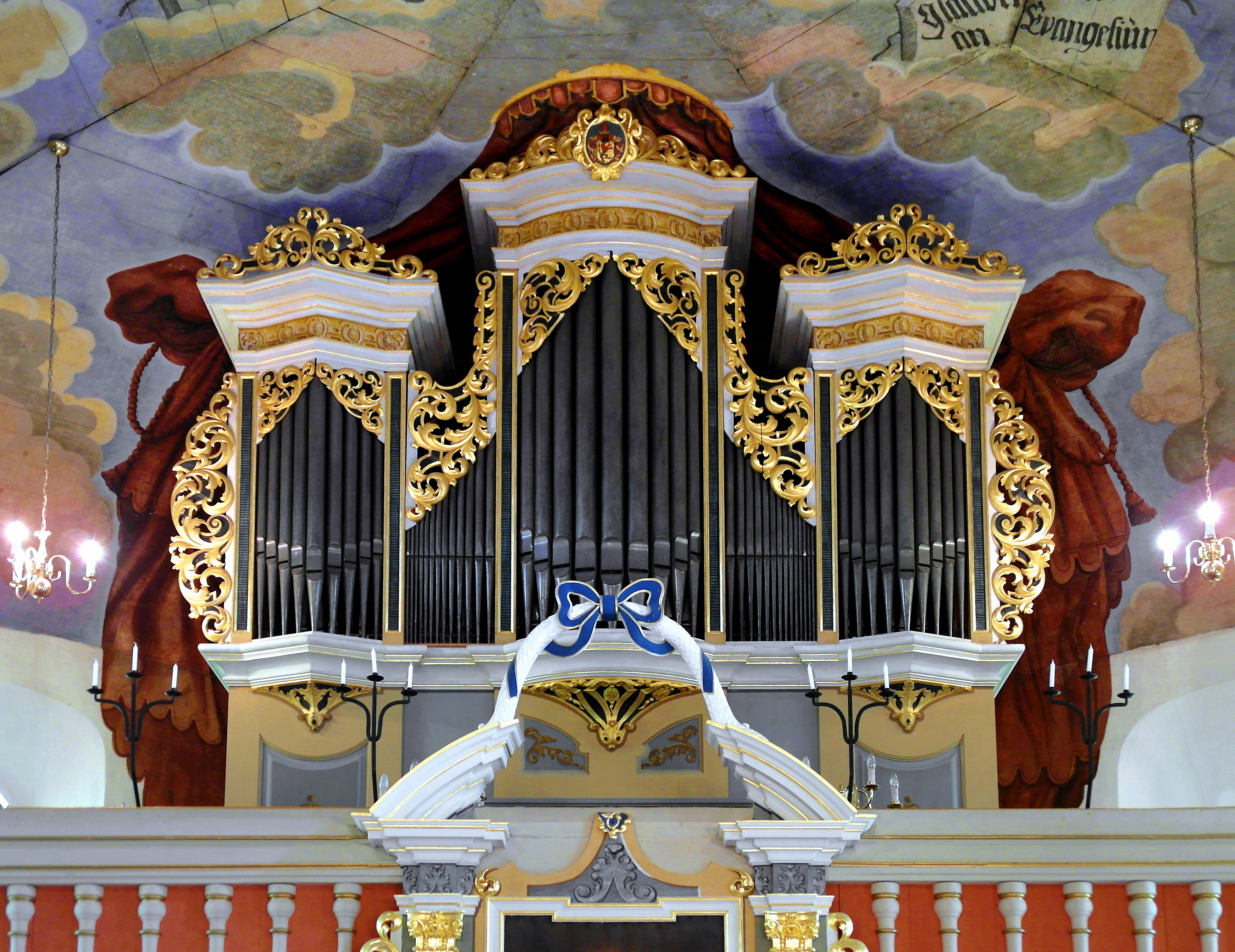
Silbermann-Orgel Helbigsdorf von 1728

Der Kontrakt mit Gottfried Silbermann für eine neue Orgel wurde am 19. Mai 1726 zum Preis von 450 Talern abgeschlossen. Am 18. November 1728 erfolgte die Übergabe. Als im Jahr 1750 das benachbarte Erb- und Lehngericht abbrannte, wurde die Kirche durch eine große Feuerspritze vor dem Übergriff des Feuers geschützt. Die Orgel erlitt jedoch durch eindringendes Löschwasser Schäden, was zu undichten Windkanälen und Ventilen führte. Silbermann begutachtete die Schäden, die aus finanziellen Gründen erst im Jahr 1802 durch den Lichtenwalder Orgelbaumeister Johann Christian Günther für 197 Taler behoben wurden. In diesem Zuge wurde die gleichstufige Temperatur angelegt. Im Jahr 1912 erfolgte eine Reinigung durch Alfred Schmeisser (Rochlitz), 1935 eine Reinigung und Wartung durch Jehmlich Orgelbau Dresden. Dieselbe Firma überholte und restaurierte das Instrument im Jahr 1994 nach denkmalpflegerischen Prinzipien. Weitere Arbeiten führte Wilhelm Rühle im Jahr 1998 durch, der auch die Silbermann-Sorge-Temperatur anlegte.
Die Helbigsdorfer Orgel ist Silbermanns kleinstes zweimanualiges Instrument und nahezu unverändert erhalten. Das Instrument verfügt über 17 Register, die sich auf zwei Manuale und Pedal verteilen. Das Pedal ist fest an das Hauptwerk gekoppelt. Der fünfachsige Prospekt  hat einen breiten, überhöhten Mittelrundturm, der von zwei seitlichen Spitztürmen flankiert wird. Zwei niedrige und schmale Pfeifenflachfelder vermitteln zwischen den drei Türmen. Ein durchlaufendes, profiliertes Untergesims zwischen dem Untergehäuse und dem gleich breiten Oberteil ruht auf drei vergoldeten Konsolen. Die Pfeifentürme werden oben von reich profilierten Gesimskränzen abgeschlossen, die von vergoldetem Akanthuswerk bekrönt werden; der Mittelturm hat zudem ein Medaillon. Der Prospekt wird durch ein Akanthus-Schnitzwerk geprägt, das als Band bei den seitlichen „Orgelohren“ beginnt, alle Pfeifenfelder oben abschließt und in den mittleren drei Feldern ein großes, nach oben weisendes Dreieck bildet. Die Disposition lautet wie folgt:
| I Hauptwerk CD–c3 |            |    |
| 1.                | Principal  | 8′ |
| 2.                | Rohrflöte  | 8′ |
| 3.                | Quintadena | 8′ |
| 4.                | Octave     | 4′ |
| 5.                | Spitzflöte | 4′ |
| 6.                | Quinte     | 3′ |
| 7.                | Octave     | 2′ |
| 8.                | Mixtur IV  |    |

| II Hinterwerk CD–c3 |             |        |
| 9.                  | Gedackt     | 8′     |
| 10.                 | Rohrflöte   | 4′     |
| 11.                 | Nassat      | 3′     |
| 12.                 | Octave      | 2′     |
| 13.                 | Tertia      | 1 3⁄5′ |
| 14.                 | Sufflet     | 1′     |
| 15.                 | Cimbeln III |        |

| Pedal CD–c1 |              |     |
| 16.         | Subbass      | 16′ |
| 17.         | Posaunenbass | 16′ |

- Koppel: II/I (Schiebekoppel), I/P (fest)
- Nebenregister: Tremulant, Klingel
- Stimmung:
  - Höhe a1= 468,4 Hz
  - Silbermann-Sorge-Temperatur

## Umgebung

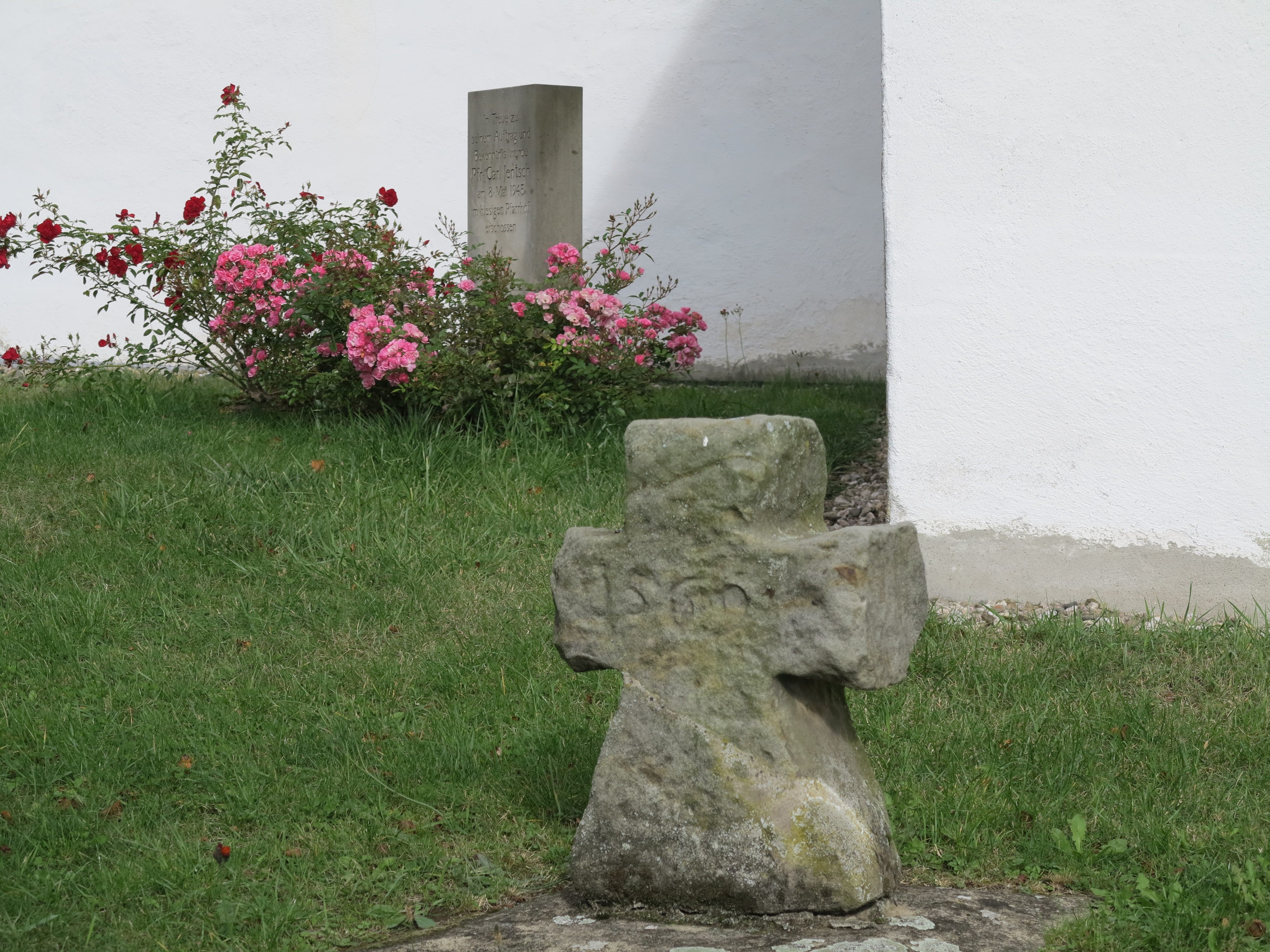
Links neben dem Eingang ein Sühnekreuz. Im Hintergrund der Grabstein für Pfr. Jentsch

Vor dem Südportal ist ein altes Steinkreuz („Mordkreuz“) aufgestellt, das mit der Jahreszahl 1569 bezeichnet ist. Ursprünglich befand es sich am Müdisdorfer Weg, bis es zu einem unbekannten Zeitpunkt in die westliche Umfriedungsmauer des Kirchhofs eingemauert wurde. 1971 fand das Sandsteinkreuz mit den Maßen 0,56 × 0,40 × 0,20 Meter seinen heutigen Standort auf einem flachen Sockel. Die Legende überliefert, dass es auf einem schmalen Hohlweg zwischen zwei Fuhrleuten zu einem tödlich endenden Streit gekommen sein soll, da niemand ausweichen wollte.
Auf dem Friedhof ist eine kleine Gruft für Familie Linke angelegt, die durch ein Sandsteinportal von 1755 zugänglich ist. Über dem Portal sind zwei Tondi mit Engelfiguren angebracht.